# Upplands runinskrifter 263
Upplands runinskrifter 263 är en försvunnen vikingatida runsten i Fresta kyrka, Fresta socken och Upplands Väsby kommun. Runstenen finns i kyrkoväggen och är helt dold under rappningen. Någon avbildning av U 263 finns inte.

## Inskriften
Translitterering av runraden:
[... litu · raisa · stain at frustain sun sin · ka...]
Normalisering till runsvenska:
... letu ræisa stæin at Frøystæin, sun sinn ...
Översättning till nusvenska:
... läto resa stenen efter Frösten, sin son ...